# Grigori Stróganov

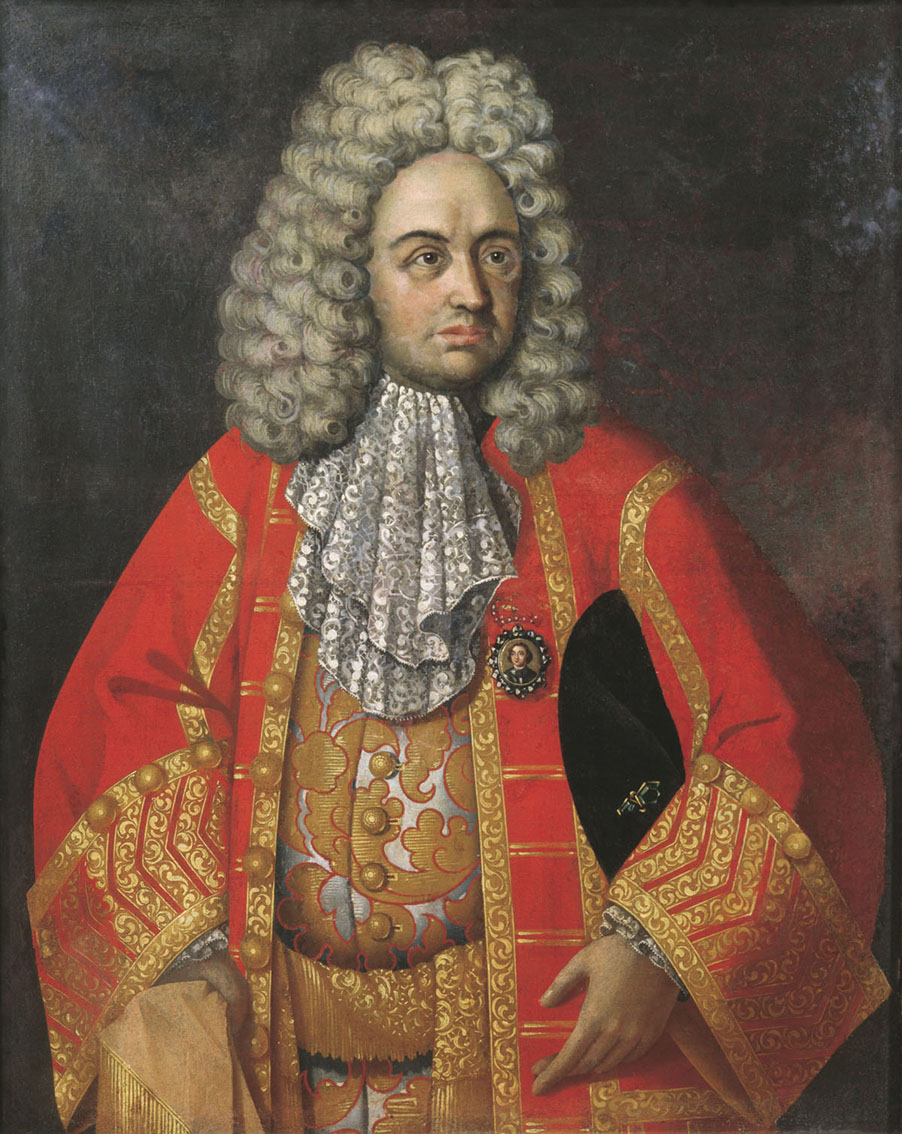
Retrato de Grigori Stróganov por Roman Nikitin.

Grigori Dmítrievich Stróganov (ruso: Григорий Дмитриевич Строганов) (1656 - 21 de noviembre de 1715) fue un terrateniente y político ruso, el miembro más prominente de la familia Stróganov a finales del siglo XVII y principios del XVIII, y partidario de las reformas de Pedro el Grande.
Grigori Stróganov fue el único hijo de Dmitri Andréievich Stróganov. Su nombre aparece por primera vez en registros públicos en 1672, cuando visitó Moscú con regalos para el zar Alejo Mijáilovch con ocasión del nacimiento del zarevich Pedro. Dmitri Stróganov murió al año siguiente y el zar publicó un gramota (diploma) confirmándole la herencia de un tercio de la fortuna de la familia Stróganov. Cuando los herederos de Yákov Stróganov, la rama mayor de la familia, murieron en 1681, Grigori heredó otro tercio de las tierras de los Stróganov. El tercio restante, propiedad de la mujer de Fiódor Petróvich Stróganov, recayó en él el 18 de enero de 1686. 
De acuerdo con el relato de Fiódor Volegov (†1856), esta consolidación incrementó inmensamente sus posesiones a más de diez millones de desiatinas de tierra (103.000 kilómetros cuadrados) con más de doscientos pueblos y más de 15.000 siervos masculinos adultos. Estos números no incluyen sus territorios en Moscú (como Vlajernskoie-Kuzminki), Nizhni Nóvgorod y Solvichegodsk. Grigori Stróganov era el mayor terrateniente ruso después del zar.
Desde 1682 regularmente ayudó al gobierno en sus dificultades financieras. En 1700 Grigori financió la construcción de varios buques militares para la naciente Armada Imperial Rusa. Por sus servicios recibió numerosos premios, distinciones honorarias y nuevas tierras.
Un factor principal de su poder fue su negocio de salinas, cuya eficiencia mejoró de un modo importante bajo su gerencia. A pesar de ello, perdió sus ventajas en 1705, ya que el Estado estableció un monopolio en la sal.
Grigori Stróganov se casó dos veces, primero con la princesa Vasilisa Meshcherskaia (11 de septiembre de 1655 - Moscú, 16 de marzo de 1693, se casaron en 1673), y posteriormente con la princesa Vassa Novolsiteva (Moscú, 20 de julio de 1667 - Kuzminki, 9 de noviembre de 1733, se casaron el 10 de mayo de 1693). De su segundo matrimonio sobrevivirían tres hijos: Alejandro (n. 1699), Nikolái (n. 1700) y Sergéi (n. 1700).